# 2016 új világörökségi helyszínei
Az UNESCO Világörökség Bizottsága a 2016. július 10–17. között Isztambulban megtartott 40. ülésszakán 12 kulturális, 6 természeti és 3 vegyes helyszínt nyilvánított a világörökség részévé:
| | Antigua hajójavító és régészeti helyszíne |
| Antigua és Barbuda |                                           |
| Kulturális (II)(IV) |                                           |
| Védett terület: 255 ha, puffer zóna: 3873 ha, hivatkozás: 1499 |                                           |
| A helyszín hajójavító dokkokból és a hozzá tartozó régészeti lelőhelyből áll, amely falakkal körülvett védművekkel megerősített György korabeli épületek csoportja. A hajójavító és -építő műhelyeket a hozzájuk tartozó kiegészítő épületekkel akkor emelték amikor az európai nemzetek minél nagyobb befolyásért küzdöttek cukornádtermelésük miatt fontos, a Karib-térség keleti részén fekvő szigeteken. Antigua kedvező elhelyezkedése komoly előnyt biztosított a brit gyarmatosítóknak riválisaik fölött. Az építkezéshez afrikai származású rabszolgákkal biztosították a szükséges munkaerőt, az épületek formája és elrendezése bemutatja azt a folyamatot, ahogy a tradicionális brit épülettípusok alkalmazkodtak a helyi, trópusi éghajlathoz. A helyszínhez egy 225 hektáros terület tartozik, az itt álló, mára már részben romos épületeket egy részét már 1725-ben használatba vették, és 1984-ben nyilvánították védett övezetnek. Túlnyomó többségük a 18. és a 19. században épült, jelentős részük megőrizte eredeti formáját és funkcióját. Legnagyobb részüket nemrég restaurálták vagy a közeljövőben fogják felújítani, viszont a védett területen kívül eső épületek elhanyagolt állapotban vannak. |                                           |

| | Le Corbusier építészeti munkái |
| Argentína, Belgium, Franciaország, Németország, India, Japán és Svájc közös világörökségi helyszíne |                                |
| Kulturális (I)(II)(VI) |                                |
| Védett terület: 99 ha, puffer zóna: 1410 ha, hivatkozás: 1321 |                                |
| A világörökségi helyszínhez Le Corbusier 17 épülete tartozik, amelyek hét országban, Argentínában, Belgiumban, Franciaországban, Németországban, Indiában, Japánban és Svájcban találhatók. A kiválasztott épületeket új elgondolások alapján emelték, komoly hatást gyakoroltak távolabbi környezetük építészetére is és globálisan terjesztették a modern mozgalom eszméit. Az 1910-es és az 1960-as évek között épültek, modernizálták az építési technikákat és alkalmazkodtak a 20. századi igényekhez. Néhány épület nem sokkal elkészülése után világhírnévre tett szert, köztük a Villa Savoye a mozgalom egyik jelképe, a Unité d’Habitation a modern lakóházak prototípusa, és a ronchampi Magasságos Miasszonyunk-kápolna az egyházi építészet forradalmi megközelítése miatt. |                                |

| | Stećak - középkori sírkövek |
| Bosznia-Hercegovina, Horvátország, Montenegró és Szerbia közös világörökségi helyszíne |                             |
| Kulturális (III)(VI) |                             |
| Védett terület: 49,15 ha, puffer zóna: 324,2 ha, hivatkozás: 1504 |                             |
| A Stećak (többes számban stećci) díszesen faragott sírkő, Európa középkorának egyedi régészeti és történelmi hagyatéka. A világörökségi helyszínhez megközelítőleg 4000 ilyen sírkő tartozik, 28 temetőből. A négy ország területén eddig 3300 helyszínen megközelítőleg 70 000 sírkövet jegyeztek fel. A legkorábbiak a 12. század második felére a legkésőbbiek a 16. századra datálhatók, a legtöbb követ a 14. és a 15. században faragták. Bár szorosan a középkorhoz kötődnek sokkal korábbi, történelem előtti hatások is kimutathatók rajtuk. Formájuk változatos, lehetnek egyszerű kőlapok, dobozszerű vagy nyeregtetővel fedett sírkövek, keresztek, oszlopok. Minőségük nagymértékben függ a kőfaragó technikai felkészültségétől és a megrendelő kívánságaitól. Bár a 16. századtól nem faragtak újabb köveket mégis napjainkig hatnak a környéken élők kultúrájára, történeket kapcsolódnak hozzájuk és hatással vannak a helyi művészekre, festőkre, szobrászokra, költőkre és fényképészekre is. A helyszínhez tartozó valamennyi sírkő eredeti helyén található és viszonylag jó állapotban van, a 28 helyszín kiválasztásakor törekedtek arra, hogy minden jellegzetes formájuk képviselve legyen. A kövek tanulmányozása és dokumentálása a 19. században kezdődött és jelenleg is tart. |                             |

| | Pampulha modern épületegyüttese |
| Brazília |                                 |
| Kulturális (I)(II)(IV) |                                 |
| Védett terület: 154 ha, puffer zóna: 1 418 ha, hivatkozás: 1493 |                                 |
| A helyszín Minas Gerais államban Belo Horizonte főváros Pamphula kerületében található. Az épületegyüttest Oscar Niemeyer tervei alapján 1940-ben hozták létre egy mesterséges tó körül, a tervező munkatársai között volt Joaquim Cardozo mérnök és Cândido Portinari képzőművész is. Az épületek kertvárosi környezetben egy kulturális és szórakoztatóközpontot alkotnak, amely négy fő részből áll, egy kaszinóból, egy táncteremből, egy golfklubból és a Szent Ferenc-templomból. Az építkezés során hangsúlyos betonelemeket használtak amelyeket képzőművészeti alkotásokkal, szobrokkal és kerámiatárgyakkal ötvöztek. Az épületek szerves egységet alkotnak a körülöttük lévő kertekkel és körüljárhatóak. Az alkotók összehangolt munkájának eredményeként az épületegyüttes a 20. századi modern építészet egyik kiemelkedő alkotása ami őrizve a helyi hagyományokat alkalmazkodik a brazíliai éghajlathoz és a természetes környezethez. |                                 |

| | Ennedi kultúrtáj |
| Csád |                  |
| Vegyes (III)(VII)(IX) |                  |
| Védett terület: 2 441 200 ha, puffer zóna: 777 800 ha, hivatkozás: 1475 |                  |
| Az ország északkeleti részén fekvő Ennedi-fennsík meghatározó elemei a szél és eső formálta homokkő hegyek. Az erózió látványos kanyonokat, völgyeket, sziklákat boltíveket és sziklahasadékokat alakított ki. A legnagyobb kanyonban egész évben jelenlévő víz alapvetően meghatározza a környék ökoszisztémáját, lehetővé teszi emberek, állatok és növények huzamosabb ideig való jelenlétét. A barlangok falain, a kanyonokban, a sziklamenedékekben eddig több ezer vésetet és rajzot azonosítottak, a rajzok együttese az egyik legjelentősebb a Szaharában. |                  |

| | Gorham barlangrendszer |
| Egyesült Királyság |                        |
| Kulturális (III) |                        |
| Védett terület: 28 ha, puffer zóna: 313 ha, hivatkozás: 1500 |                        |
| Gibraltár keleti részén a meredek mészkősziklákon négy barlangban a neandervölgyi ember több mint százezer éven át tartó megtelepedését bizonyító leleteket tártak fel. A leletek alapján rekonstruálhatóvá váltak az akkori életmód egyes elemei, többek között a vadászat és a halászat módszerei. Az itt lakók kognitív képességeinek bizonyítékai a díszítőelemként használt madártollak maradványai és a barlangok falán talált absztrakt sziklavésetek amelyek több mint 39 ezer évvel ezelőtt keletkeztek. A barlangokban számos régészeti réteget különítettek el, a jelenleg is folyó kutatások lényeges információkkal szolgálnak a neandervölgyi ember és az emberi evolúció kutatásához. |                        |

| | Filippi |
| Görögország |         |
| Kulturális (III)(IV) |         |
| Védett terület: 87,54 ha, puffer zóna: 17,29 ha, hivatkozás: 1517 |         |
| Filippi régészeti helyszíne Görögország északkeleti részén fekszik egy akropolisz tövében, az ókorban Európát Ázsiával összekötő út, a Via Egnatia mentén. A várost II. Philipposz makedón király alapította i. e. 356-ban egy korábbi thászoszi kolónia helyén. A települést a római korban „kis Rómává” alakították át és a filippi csata utáni évtizedekben Colonia Augusta rangra emelték. A II. Philipposz idejében virágzó hellenisztikus, városfalakkal, városkapukkal, színházzal, heroonnal (szentéllyel) rendelkező települést római középületekkel, fórummal, templommal egészítették ki. A fórum a keleti provinciák területén az egyik legjelentősebbnek számított. Később keresztény zarándokhellyé vált, ebből a korból bazilikák és egy nyolcszögletű templom romjai maradtak meg. Az úgynevezett "kereszthajó bazilika" és a "kupolás bazilika" a korai keresztény építészet jellegzetes példái közé tartoznak. A város 620-ban egy földrengés miatt romba dőlt, számos épületelem, köztük feliratok, padlómozaikok jelenleg is a katasztrófa utáni helyükön láthatók egy részüket azonban későbbi építkezésekhez használták fel. |         |

| | Nálanda Mahávira régészeti lelőhelyei |
| India |                                       |
| Kulturális (IV)(VI) |                                       |
| Védett terület: 23 ha, puffer zóna: 57,88 ha, hivatkozás: 1502 |                                       |
| Nálanda régészeti helyszíne India Bihár államának északkeleti részén található. A 23 hektáros lelőhelyen az i. e. 3. századtól az i. sz. 13. századig, Nálanda kifosztásáig datálható maradványokat tártak fel. Az épületek szerkezetének változásán (először sztúpák köré csoportosuló később lineáris észak-déli tájolású épületek) tanulmányozható a buddhizmus vallássá fejlődése, a szerzetesi életforma és az oktatás kialakulásának folyamata. Az itt alapított egyetem (korának legnagyobb és legkorábbi oktatási központja a térségben) évszázadokon keresztül fennállt, módszereit átvették az Indiai szubkontinensen és a Délkelet-Ázsiában működő hasonló intézmények. A területen többek között sztúpákat, tizenegy vihárát, tizennégy templomot, szentélyeket azonosítottak, fogadalmi tárgyakat, stukkódíszeket és kőből vagy fémből készült műalkotásokat találtak, amelyeknek egészen a Maláj-félszigetig kimutatható a hatása. Az ásatásokkal egy időben elvégezték a romok konzerválását is. |                                       |

| | Kancsendzönga Nemzeti Park |
| India |                            |
| Vegyes (III)(VI)(VII)(X) |                            |
| Védett terület: 178 400 ha, puffer zóna: 114 712 ha, hivatkozás: 1513 |                            |
| Az észak-indiai Szikkim államban fekvő nemzeti park arról nevezetes, hogy itt található az egy védett övezeten belüli egyik legnagyobb magasságkülönbség, több mint 7000 méter. A Himalájában lévő alig 178 400 hektáros terület 1220 és 8586 méteres tengerszint feletti magasság között terül el, ott ahol a hegység a legkeskenyebb. A tájra jellemzőek a meredek völgyek, a hóborította hegycsúcsok, (köztük a világ harmadik legmagasabb csúcsa a Kancsendzönga), a hegyi tavak, a gleccserek és az érintetlen erdők. A védett területen számos endemikus és veszélyeztetett növény- és állatfajt azonosítottak, a térségben található India egyik legösszetettebb ökoszisztémája. Az ázsiai hegyvidékek közül itt dokumentálták a legtöbb növény- és emlősfajt. A hegyvidék kulturális hatása is számottevő, a térség lakosai szentként tisztelik a hegyeket és fontos találkozási pontja a különböző vallások híveinek. |                            |

| | Ahwar Dél-Irakban |
| Irak |                   |
| Vegyes (III)(V)(IX)(X) |                   |
| Védett terület: 211 544 ha, puffer zóna: 209 321 ha, hivatkozás: 1481 |                   |
| Az „Ahwar Dél-Irakban” világörökségi helyszín négy mocsaras területből és három régészeti lelőhelyből áll. A térség a késő pliocén-korai pleisztocén földtörténeti korban alakult ki. Az i. e. 5. és az i. e. 3. évezredben az Perzsa-öböl vízszintje elérte maximális magasságát, ekkor a tengerpart a mainál lényegesen beljebb volt a szárazföldön. A rendkívül száraz térséget jelenleg a Tigris és az Eufrátesz folyók látják el vízzel. Ezen a területen fejlődtek ki a legkorábbi városok, köztük a helyszínhez tartozó Uruk, Ur és Eridu, kialakult az írás és monumentális építészet vályogtégla templomok formájában. A három település fontos vallási, politikai, gazdasági és kulturális központ volt nagyméretű középületekkel, zikkuratokkal, templomokkal, palotákkal, városfalakkal és vízelosztó rendszerekkel. Az i. e. 2. évezred elején a tenger elkezdett visszahúzódni, ami hozzájárult a városok hanyatlásához. Ahwar jelenlegi formáját körülbelül 3000 évvel ezelőtt nyerte el és egyike a legnagyobb olyan mocsaras területeknek, amelyeket sivatagos környezetben alakultak ki. A párolgás szintje extrém magas, miközben az éves csapadék mennyisége elhanyagolható. |                   |

| | Lut-sivatag |
| Irán |             |
| Természeti (VII)(VIII) |             |
| Védett terület: 2 278 015 ha, puffer zóna: 1 794 134 ha, hivatkozás: 1505 |             |
| A helyszínhez az Irán délkeleti részén fekvő Lut sivatag egy 2.279 millió hektáros területe tartozik. A hegyekkel körülvett medencében a hegyek árnyékoló hatása miatt rendkívül kevés a csapadék, ami szélsőségesen forró éghajlattal párosul. A régióban mérték az eddigi legmagasabb hőmérsékletet, 70,7 C fokot. A területre beömlő legnagyobb folyó a Rud-e Shur sós vizet szállít a középső területekre ezért a folyóparton nincs vegetáció ehelyett sókristályok szegélyezik. A sivatagban június és október között élénk északnyugati szél fúj ami felgyorsítja a talajeróziót, kősivatagos területeket és dűnemezőket alakít ki. A keleti és déli részeken fekvő változatos alakú mozgó dűnék a világ legnagyobb ilyen dűnéi közé tartoznak, magasságuk elérheti a 475 métert. Csak a sivatag nyugati része alkalmas emberi megtelepedésre, ez a terület már hétezer éve is lakott volt. Jelenleg 28 faluban élnek emberek, a legnagyobb település lélekszáma 700 fő. |             |

| | Perzsa qanatok |
| Irán |                |
| Kulturális (III)(IV) |                |
| Hivatkozás: 1506 |                |
| Irán egyes száraz területein ősidők óta qanatok, öntözőrendszerek biztosítják a mezőgazdasági területek és települések vízellátását. Áradások idején a völgyek elején víztározókba gyűjtik a vizet, majd földalatti vezetékrendszeren a gravitáció segítségével juttatják el gyakran több kilométeres távolságra. A vezetékrendszerben lévő vízhez kutak segítésével férnek hozzá és ezekkel oldják meg a rendszer szellőztetését is. A világörökségi helyszínhez tizenegy ilyen ma is jó állapotban lévő, működő öntözőrendszer tartozik, ezek a vezetékekből, a kutakból, a víztározókból, a munkások pihenőhelyeiből és vízimalmokból állnak. A qanatok olyan fontos szerepet játszottak az itt élők életében, hogy az iráni fennsíkon megtelepedő népcsoportokat qanat-civilizációnak is nevezték. |                |

| | Mistaken Point |
| Kanada |                |
| Természeti ()()() |                |
| Védett terület: ha, puffer zóna: ha, hivatkozás: 1497 |                |
| Mistaken Point egy az ediakara földtörténeti időszakra (635 – 542 millió évvel ezelőtt) datálható világszinten jelentősnek számító fosszília lelőhely. A 146 hektáros világörökségi helyszín legfontosabb része egy part menti sziklafal ahol jó állapotban megmaradt lenyomatok találhatók. A több mint tízezer lenyomat valamikor 580 és 560 millió évvel ezelőtt keletkezett, a legkisebbek néhány centiméteresek, a legnagyobbak elérik a majdnem kétméteres nagyságot. Ezek a puhatestű állatok a tengerfenéken éltek, majd pusztulásuk után a talajba kerültek és megkövesedtek. A talajerózió miatt több mint száz ilyen talajréteg került a felszínre, némelyik több ezer lenyomatot tartalmazott. A lenyomatok túlnyomó többsége eredeti lelőhelyén látható, így környezete is tanulmányozható. Néhány százat még a terület védelem alá helyezése előtt kiemeltek, ezek nagy részét múzeumban őrzik. A számítások szerint a lelőhelyen több, erre a korra datálható maradványt őriznek mint a világ összes múzeumában összesen. |                |

| | Nyugati-Tien-san |
| Kazahsztán, Kirgizisztán és Üzbegisztán közös világörökségi helyszíne |                  |
| Természeti (X) |                  |
| Hivatkozás: 1490 |                  |
| A különböző ökoszisztémák egyéni kombinációjával, a változatos állat- és növényvilággal és számos endemikus és veszélyeztetett ritka fajjal rendelkező Nyugati-Tien-san három ország, Kazahsztán, Kirgizisztán és Üzbegisztán közös világörökségi helyszíne. A területen megtalálható Közép-Ázsia endemikus élőlényeinek közel a fele, valamint ebből a térségből származik számos haszonnövény is. Néhány termesztett növény vadon élő változata is él itt, köztük az alma, a barack, a pisztácia, a szilva, a dió és a szőlő. A gerinces állatok közül eddig 61 emlős-, 316 madár-, 17 hüllő és 20 halfajt azonosítottak. A helyszínen globálisan veszélyeztetett 14 növény- és 18 állatfaj is él, köztük az egyiptomi keselyű és a hópárduc. A gerinctelen állatfajok között is magas a csak itt élő fajok aránya. A védett területre veszélyt jelent az orvvadászat, a túllegeltetés, az illegális fakitermelés és a növények gyűjtése. A természeti katasztrófák is komoly károkat okoznak, gyakoriak a hegyomlások, a sárlavinák, a szárazság okozta tüzek. A védett terület egyes részei közel esnek sűrűn lakott területekhez, ami további veszélyt jelent. A helyszín védelme érdekében korlátozzák a látogató számát, akiket csak vezetéssel engednek be előre meghatározott területekre. |                  |

| | Hua-hegyi sziklafestmények |
| Kína |                            |
| Kulturális (III)(VI) |                            |
| Védett terület: 6 621,6 ha, puffer zóna: 12 149 ha, hivatkozás: 1508 |                            |
| A helyszín harmincnyolc sziklafestmény lelőhelyből áll Kína délkeleti részén a vietnámi határ közelében. A sziklafestmények az i. e. 5. század és az i. sz. 2. század között keletkeztek és a térségben elterjedt bronzdobok kultúrájához köthetők. A bronzból készült dobokat napjainkban is a hatalom jelképének tartják Dél-Kínában. Az ábrázolások a sokszor megjelenő dobok mellett az itt élők mindennapi és vallási életét mutatják be. A rajzokat a sziklafalak felső részére festették ahol jobban ki voltak téve az időjárás hatásainak, ennek ellenére jó állapotban maradtak fenn. A területen számos helyen találtak hasonló festményeket, a harmincnyolc helyszínbe a legjobb állapotú ábrázolások kerültek be. A térséget az itt lakók ma is spirituális központnak tekintik, ahol szertartásokat tartanak és áldozatokat mutatnak be. |                            |

| | Sennungcsia |
| Kína |             |
| Természeti (IX)(X) |             |
| Védett terület: 73 318 ha, puffer zóna: 41 536 ha, hivatkozás: 1509 |             |
| Sennungcsiában található Kína középső részének legnagyobb megmaradt őserdője és egyike az ország három központjának ahol a legtöbb endemikus növényfaj él. A hegyvidéki területen fekvő 74 000 hektáros védett terület rendkívüli fajgazdagságát már a 19. században felismerték, 1884 és 1889 között a környéken több mint ötszáz új fajt dokumentáltak. A 19. és a 20. században nemzetközi növénygyűjtő expedíciókat is indítottak a térségbe. A jelenlegi védett terült tizenegy vegetációs zónából áll, ami a mérsékelt övi lombhullató erdőtől a bokros tisztásokig terjed. 3767 dokumentált növényfaja közül 205 csak itt található meg és további 1793 faj csak Kínában őshonos. Állatvilága is változatos, a több mint 600 gerinces állat közül 92 emlős-, 399 madár- 55 hal-, és 37 hüllőfajt tartanak nyilván. A rovarok közül eddig 4365 fajt azonosítottak. Az itt élő veszélyeztetett állatok közé tartozik az ázsiai aranymacska, az szirti sas, a kínai óriásszalamandra, és az indiai cibetmacska. |             |

| | Revillagigedo-szigetek |
| Mexikó |                        |
| Természeti (VII)(IX)(X) |                        |
| Védett terület: 636 685,37 ha, puffer zóna: 14 186 420,2 ha, hivatkozás: 1510 |                        |
| Az összesen 637 000 hektáros helyszín a Csendes-óceán keleti részén, a Kaliforniai-félszigettől körülbelül 400 kilométerre elhelyezkedő négy távoli szigetből és a körülöttük lévő, a partoktól 12 tengeri mérföldig védett övezetté nyilvánított vízfelületből áll. A terület egy víz alatti vulkanikus hegylánchoz tartozik, ahol a szigetek a vízszint fölé emelkedő hegycsúcsok. A vízmélység vulkanikus eredetüknek köszönhetően már a parttól 10-12 kilométerre a elérheti a 3,7 kilométert is. A szigetek két kisméretű haditengerészeti bázist leszámítva lakatlanok. Viszonylagos elszigeteltségük miatt jellegzetes növény és állatvilág alakult ki rajtuk, jelentős számú endemikus élőlénnyel. A környező vizekben gyakoriak a nagyméretű nyílt vízi fajok, bálnák, cápák, delfinek és ráják. |                        |

| | Nan Madol |
| Mikronézia |           |
| A veszélyeztetett világörökségi helyszínek listájára került: 2016 |           |
| Kulturális (I)(III)(IV)(VI) |           |
| Védett terület: 76,7 ha, puffer zóna: 664 ha, hivatkozás: 1503 |           |
| A Pohnpei partjainál található több mint száz mesterséges kis szigeten emelkedő Nan Madol megalitikus, bazalt kőépítmények összessége amely a Saudeleur-dinasztia szertartásközpontjának maradványa. Az épületegyüttes palotákból, templomokból, temetkezési helyekből és lakóépületekből állt. A csendes-óceáni szigetnek ez a kultúrája i. sz. 1200 és 1500 között virágzott. A hatalmas méretek, a magas szintű technikai kivitelezés egy összetett és szervezett társadalomra utal, amely körülbelül ezer évvel ezelőtt indult fejlődésnek a szigetek fokozottabb benépesülésével és a mezőgazdaság fejlődésével. A falakhoz felhasznált bazalt tömböket nem helyben bányászták hanem a sziget egy távolabbi kőfejtőjéből szállították oda. A szertartásközpontot 1820-körül elhagyták azóta nem történtek rekonstrukciós munkák és átalakítások sem az épületeken, azonban veszélyt jelentenek rá a trópusi viharok, a gyorsan növő trópusi növények és az omlások. Az építmények jelenlegi, romos állapota és a veszélyeztető tényezők miatt a helyszín felkerült a veszélyeztetett világörökségi helyszínek listájára is. |           |

| | Antequerai dolmenek |
| Spanyolország |                     |
| Kulturális (I)(III)(IV) |                     |
| Védett terület: 2 446,3 ha, puffer zóna: 10 787,7 ha, hivatkozás: 1501 |                     |
| A Spanyolország déli részén Andalúziában fekvő világörökségi helyszín három megalitikus építményből (Menga dolmen, Viera dolmen, El romeral tholosz), és két természeti képződményből (La Peña de los Enamorados, El Torcal de Antequera hegyek) áll. A nagy kőtömbökből álló megalitikus emlékek az újkőkorra és a bronzkorra datálhatók. Az építményeket földhalmok alá rejtették és feltehetőleg rituális, valamint temetkezési célokra használták. Szerves egységet alkotnak a környezetükkel, tájolásuk a hegyek elhelyezkedésétől függ. A belsejükben kialakított kamrákat és egyéb tereket gerendákkal vagy álkupolákkal fedték le. Belső szerkezetük egyedülálló, komoly tervezést igényelt építészeti megoldásaik az Ibériai-félsziget két építészeti hagyományát egyesítik. A nagy kőtömbök szállítása és az épületek kivitelezése az európai megalitikus építészet egyik legnagyobb technikai és mérnöki vállalkozása volt. |                     |

| | Sanganeb Tengeri Nemzeti Park, Dungonab-öböl, Mukkawar-sziget Tengeri Nemzeti Park |
| Szudán |                                                                                    |
| Természeti (VII)(IX)(X) |                                                                                    |
| Védett terület: 260 700 ha, puffer zóna: 504 600 ha, hivatkozás: 262 |                                                                                    |
| A Vörös-tenger középső részén elterülő védett övezet növény- és állatvilága indiai-óceáni eredetű. Félig elzárt jellege következtében ezen a helyen egyéni ökoszisztéma fejlődött ki endemikus fajokkal. A kiterjedt korallszirtek viszonylag érintetlenek és nagymértékben hozzájárulnak a Vörös-tenger középső zónájában található regionális ökoszisztéma egészséges fenntartásához. A két védett tengeri területet egy szintén védett 125 km hosszú parti sáv köti össze. Sanganeb a Vörös-tenger egyetlen atollszerű képződménye, 25 kilométer távolságra fekszik Szudán partjaitól. A 800 méter mély tengerrel körülvett szigethez tartozó korallzátonyok a világ legészakabbra elterülő korallzátony-rendszerének részei. A területen tanulmányozható a Vörös-tenger és az Indiai-óceán élővilága közötti eltérés. Dungonab-öböl a hozzátartozó Mukkawar-szigettel és a parti sávval változatos élőhelyeket, köztük mangrove mocsarakat, tengeri fűvel borított területeket kínál veszélyeztetett állatoknak, tengeri teheneknek, delfineknek, bálnáknak, rájáknak és költöző madaraknak. A három helyszínen összesen 200 000 hektárnyi területet helyeztek védelem alá |                                                                                    |

| | Ani régészeti lelőhelyei |
| Törökország |                          |
| Kulturális (II)(III)(IV) |                          |
| Védett terület: 250,7 ha, puffer zóna: 432,45 ha, hivatkozás: 1518 |                          |
| Ani (örményül: Անի) a középkori Örményország fővárosa volt, amelynek romjai ma Törökország Kars tartományában találhatók közvetlenül az örmény határ mellett, 1400 méteres magasságban. Az egykori város menti szurdokban folyik az Araks (más változat szerint: Araksz, törökül: Aras) folyóba ömlő Arpaçay patak, amely a határt képezi. A legkorábbi lakosokról csak kevés utalás maradt fent, de az feltételezhető, hogy a település Urartu fennhatósága alatt állt az i. e. 1. évezred első felében. Római és perzsa uralom után a város az örmények kezére került, akik az i. sz. 5. században egy citadellát emeltek a területen. A 7. század közepén arabok foglalták el, majd ismét örmény fennhatóság alá került. A 10. század közepén megépült a második védvonal, és a város a 11. század elején politikai, kulturális és vallási központtá fejlődött. 1045-ben a Bizánci Birodalom részévé vált, majd az 1239-es mongol pusztítás után elvesztette jelentőségét. Ani legfontosabb épületei a 10. században épült katedrális, a geometrikus mintákkal díszített 11. század elejére datálható Apostolok-templom, a Szent György-templom, vízvezetékek, fürdők, raktárépületek, hidak és utak. |                          |